# Lijst van rijksmonumenten in Nieuwersluis
De plaats Nieuwersluis telt 82 inschrijvingen in het rijksmonumentenregister. Hieronder een overzicht.
| Object | Oorspronkelijke functie?  | Bouwjaar                  | Architect | Locatie               | Coördinaten?                  | Nr.?   | Afbeelding |
| --- | ------------------------- | ------------------------- | --------- | --------------------- | ----------------------------- | ------ | --- |
| Schutsluis in nieuwe wetering, voorzien van houten puntdeuren                                                                                           | Waterkering en -doorlaat  | 16e eeuw                  |           | Grachtje bij 1        | 52° 11' 47" NB, 5° 0' 25" OL  | 26090  | Schutsluis in nieuwe wetering, voorzien van houten puntdeuren                                                                                           |
| Boerderij, langhuistype, topgevel met twee ronde vensters en een opkamertje                                                                             | Boerderij                 | 18e eeuw                  |           | Rijksstraatweg 3      | 52° 11' 11" NB, 5° 0' 18" OL  | 26108  | Meer afbeeldingen |
| Pand met bakstenen gevel met geblokte pilasters en rechte kroonlijst, boven de poort steen met jaartal 1793                                             | Woonhuis                  | 1793                      |           | Rijksstraatweg 31     | 52° 11' 46" NB, 5° 0' 25" OL  | 26113  | Meer afbeeldingen |
| Houten loods, quasi natuursteen geblokt | Opslag                    | 18e eeuw                  |           | Rijksstraatweg 41     | 52° 11' 48" NB, 5° 0' 29" OL  | 26114  | Houten loods, quasi natuursteen geblokt |
| Ouderhoek, hek met twee bakstenen pijlers met natuurstenen eenvoudige bekroning                                                                         | Tuin, park en plantsoen   |                           |           | Rijksstraatweg bij 47 | 52° 11' 54" NB, 5° 0' 46" OL  | 26115  | Meer afbeeldingen |
| Pand met lijstgevel met rijk versierde ingangspartij met de wapens van Utrecht en Amsterdam en twee leeuwen. Voormalig gemeenlandshuis van het Zandpad. | Woonhuis                  |                           |           | Rijksstraatweg 66     | 52° 11' 46" NB, 5° 0' 27" OL  | 26116  | Pand met lijstgevel met rijk versierde ingangspartij met de wapens van Utrecht en Amsterdam en twee leeuwen. Voormalig gemeenlandshuis van het Zandpad. |
| Amstelzicht | Boerderij                 | 18e eeuw                  |           | Angstelkade 8         | 52° 12' 36" NB, 4° 59' 25" OL | 333547 | Meer afbeeldingen |
| Huis Sterreschans | Kasteel, buitenplaats     | ca. 1690                  |           | Rijksstraatweg 18     | 52° 11' 29" NB, 5° 0' 17" OL  | 403058 | Meer afbeeldingen |
| Sterreschans: Historische tuin- en parkaanleg | Tuin, park en plantsoen   | eind 17e eeuw en 18e eeuw |           | Rijksstraatweg bij 18 | 52° 11' 35" NB, 5° 0' 6" OL   | 403059 | Upload foto |
| Sterreschans: Koetshuis, tuinmanswoning en schuur | Bijgebouwen kastelen enz. | ca. 1800                  |           | Rijksstraatweg 20     | 52° 11' 32" NB, 5° 0' 16" OL  | 403060 | Meer afbeeldingen |
| Sterreschans: Vechtstoep met vazen op sokkel | Tuin, park en plantsoen   | 18e eeuw                  |           | Rijksstraatweg bij 18 | 52° 11' 30" NB, 5° 0' 18" OL  | 403061 | Meer afbeeldingen |
| Sterreschans: Houten tuinhuis aan de vecht gelegen | Tuin, park en plantsoen   | ca. 1900                  |           | Rijksstraatweg bij 20 | 52° 11' 31" NB, 5° 0' 16" OL  | 403062 | Meer afbeeldingen |
| Sterreschans: Toegangshek aan oprit van het huis | Tuin, park en plantsoen   | ca. 1900                  |           | Rijksstraatweg bij 18 | 52° 11' 27" NB, 5° 0' 11" OL  | 403063 | Meer afbeeldingen |
| Sterreschans: Toegangshek met hekpijlers aan oprit van het koetshuis                                                                                    | Tuin, park en plantsoen   | ca. 1900                  |           | Rijksstraatweg bij 22 | 52° 11' 31" NB, 5° 0' 11" OL  | 403064 | Meer afbeeldingen |
| Sterreschans: Dubbel draaihek bij koetshuis | Erfscheiding              | 19e eeuw                  |           | Rijksstraatweg bij 22 | 52° 11' 31" NB, 5° 0' 13" OL  | 403065 | Upload foto |
| Sterreschans: Toegangshek overpark tegenover toegangshek oprit huis                                                                                     | Erfscheiding              | ca. 1900                  |           | Rijksstraatweg bij 18 | 52° 11' 31" NB, 5° 0' 11" OL  | 403066 | Meer afbeeldingen |
| Sterreschans: Toegangshek overpark tegenover toegangshek oprit koetshuis                                                                                | Erfscheiding              | ca. 1900                  |           | Rijksstraatweg bij 22 | 52° 11' 37" NB, 5° 0' 3" OL   | 403067 | Meer afbeeldingen |
| Sterreschans: Boerderij in overpark | Boerderij                 | tweede helft 18e eeuw     |           | Rijksstraatweg 7      | 52° 11' 36" NB, 5° 0' 5" OL   | 403068 | Meer afbeeldingen |
| Rupelmonde | Kasteel, buitenplaats     | 1750-1800                 |           | Rijksstraatweg 24     | 52° 11' 36" NB, 5° 0' 15" OL  | 508189 | Meer afbeeldingen |
| Rupelmonde: Historische tuin- en parkaanleg | Tuin, park en plantsoen   | 1836                      |           | Rijksstraatweg bij 24 | 52° 11' 37" NB, 5° 0' 14" OL  | 508191 | Meer afbeeldingen |
| Rupelmonde: Toegangshek | Bijgebouwen kastelen enz. | 1750-1800                 |           | Rijksstraatweg bij 24 | 52° 11' 36" NB, 5° 0' 12" OL  | 508192 | Meer afbeeldingen |
| Rupelmonde: Tuinbeelden | Bijgebouwen kastelen enz. | 1753                      |           | Rijksstraatweg bij 24 | 52° 11' 36" NB, 5° 0' 15" OL  | 508193 | Upload foto |
| Rupelmonde: Koetshuis | Bijgebouwen kastelen enz. | 1700-1800                 |           | Rijksstraatweg bij 24 | 52° 11' 39" NB, 5° 0' 15" OL  | 508194 | Meer afbeeldingen |
| Rupelmonde: Aanleghek | Bijgebouwen kastelen enz. |                           |           | Rijksstraatweg bij 24 | 52° 11' 36" NB, 5° 0' 16" OL  | 508195 | Upload foto |
| Rupelmonde: Speelhuisje | Bijgebouwen kastelen enz. | 1850                      |           | Rijksstraatweg bij 24 | 52° 11' 35" NB, 5° 0' 14" OL  | 508196 | Upload foto |
| Rupelmonde: Tuinmuur | Tuin, park en plantsoen   | 1868                      |           | Rijksstraatweg bij 24 | 52° 11' 35" NB, 5° 0' 13" OL  | 508197 | Meer afbeeldingen |
| Rupelmonde: Tuinhuis | Tuin, park en plantsoen   | 1910                      |           | Rijksstraatweg bij 24 | 52° 11' 35" NB, 5° 0' 15" OL  | 508198 | Upload foto |
| Middenhoek: Historische tuin- en parkaanleg | Tuin, park en plantsoen   | 1650-1750                 |           | Rijksstraatweg 72     | 52° 12' 5" NB, 5° 0' 56" OL   | 511182 | Middenhoek: Historische tuin- en parkaanleg |
| Middenhoek: Dienstwoning | Bijgebouwen kastelen enz. | 1895                      |           | Rijksstraatweg 55     | 52° 12' 0" NB, 5° 1' 0" OL    | 511188 | Middenhoek: Dienstwoning |
| Middenhoek: Dienstwoning | Bijgebouwen kastelen enz. | 1800-1900                 |           | Rijksstraatweg 61     | 52° 12' 7" NB, 5° 1' 6" OL    | 511189 | Middenhoek: Dienstwoning |
| Middenhoek: Identieke toegangshekken huisplaats en de overtuin                                                                                          | Erfscheiding              | 1800-1900                 |           | Rijksstraatweg bij 72 | 52° 12' 2" NB, 5° 1' 4" OL    | 511190 | Middenhoek: Identieke toegangshekken huisplaats en de overtuin                                                                                          |
| Middenhoek: Houten schutting met hekken | Erfscheiding              |                           |           | Rijksstraatweg bij 72 | 52° 12' 2" NB, 5° 1' 2" OL    | 511192 | Middenhoek: Houten schutting met hekken |
| Middenhoek: Kas met koude bak | Tuin, park en plantsoen   | 1800-1900                 |           | Rijksstraatweg bij 72 | 52° 12' 3" NB, 5° 1' 2" OL    | 511193 | Middenhoek: Kas met koude bak |
| Middenhoek: Appelkelder | Tuin, park en plantsoen   | 1800-1900                 |           | Rijksstraatweg bij 72 | 52° 12' 2" NB, 5° 0' 58" OL   | 511194 | Upload foto |
| Middenhoek: Betaalhuisje | Bijgebouwen kastelen enz. | 1903                      |           | Rijksstraatweg bij 72 | 52° 12' 2" NB, 5° 0' 59" OL   | 511195 | Upload foto |
| Middenhoek: Bruggetje | Tuin, park en plantsoen   | 1800-1900                 |           | Rijksstraatweg bij 72 | 52° 12' 4" NB, 5° 0' 55" OL   | 511197 | Upload foto |
| Middenhoek: Druivenkas | Tuin, park en plantsoen   | 1800-1900                 |           | Rijksstraatweg bij 72 | 52° 12' 7" NB, 5° 0' 47" OL   | 511198 | Middenhoek: Druivenkas |
| Middenhoek: Ezelstal | Bijgebouwen kastelen enz. | 1800-1900                 |           | Rijksstraatweg bij 72 | 52° 12' 5" NB, 5° 1' 0" OL    | 511199 | Upload foto |
| Middenhoek: Prieel | Tuin, park en plantsoen   | 19e eeuw                  |           | Rijksstraatweg bij 72 | 52° 12' 4" NB, 5° 1' 2" OL    | 511201 | Upload foto |
| Middenhoek: Zandstenen tuinornamenten | Tuin, park en plantsoen   | 1730                      |           | Rijksstraatweg bij 72 | 52° 12' 6" NB, 5° 1' 3" OL    | 511202 | Upload foto |
| Middenhoek: Theekoepel | Tuin, park en plantsoen   | 1800-1900                 |           | Rijksstraatweg bij 72 | 52° 12' 6" NB, 5° 1' 6" OL    | 511203 | Middenhoek: Theekoepel |
| Middenhoek: Rozenbruggetje | Tuin, park en plantsoen   | 1800-1900                 |           | Rijksstraatweg bij 72 | 52° 12' 5" NB, 5° 1' 6" OL    | 511204 | Middenhoek: Rozenbruggetje |
| Middenhoek: Hek langs de noordzijde van de overtuin | Erfscheiding              | 1800-1900                 |           | Rijksstraatweg bij 72 | 52° 12' 10" NB, 5° 0' 56" OL  | 511205 | Upload foto |
| Vreedenhoff: landhuis | Kasteel, buitenplaats     | 1749-1753                 |           | Rijksstraatweg 53     | 52° 12' 0" NB, 5° 0' 55" OL   | 511794 | Meer afbeeldingen |
| Vreedenhoff: Historische park- en tuinaanleg | Tuin, park en plantsoen   | 17e eeuw en later         |           | Rijksstraatweg bij 53 | 52° 12' 3" NB, 5° 0' 47" OL   | 511795 | Meer afbeeldingen |
| Vreedenhoff: Toegangshek | Tuin, park en plantsoen   | 1751-1753                 |           | Rijksstraatweg bij 53 | 52° 11' 59" NB, 5° 0' 59" OL  | 511796 | Meer afbeeldingen |
| Vreedenhoff: Hek bij zijingang | Tuin, park en plantsoen   | 1754                      |           | Rijksstraatweg bij 53 | 52° 11' 58" NB, 5° 0' 56" OL  | 511797 | Meer afbeeldingen |
| Vreedenhoff: Koepel | Tuin, park en plantsoen   | 1776                      |           | Rijksstraatweg bij 53 | 52° 11' 58" NB, 5° 0' 54" OL  | 511798 | Meer afbeeldingen |
| Vreedenhoff: Tuinmanshuis en schuur | Bijgebouwen kastelen enz. | 1887                      |           | Rijksstraatweg 51     | 52° 11' 59" NB, 5° 0' 50" OL  | 511799 | Meer afbeeldingen |
| Vreedenhoff: Moestuinmuur | Tuin, park en plantsoen   | 1887                      |           | Rijksstraatweg bij 53 | 52° 11' 59" NB, 5° 0' 51" OL  | 511800 | Upload foto |
| Vreedenhoff: Kassen | Tuin, park en plantsoen   | 1905-1909                 |           | Rijksstraatweg bij 53 | 52° 11' 58" NB, 5° 0' 47" OL  | 511801 | Upload foto |
| Vreedenhoff: Vazen op sokkels | Tuin, park en plantsoen   | 1710-1720                 |           | Rijksstraatweg bij 53 | 52° 12' 1" NB, 5° 0' 52" OL   | 511802 | Upload foto |
| Vreedenhoff: Vaas op sokkel | Tuin, park en plantsoen   | 18e eeuw                  |           | Rijksstraatweg bij 53 | 52° 12' 3" NB, 5° 0' 47" OL   | 511803 | Upload foto |
| Weerestein | Kasteel, buitenplaats     | 18e eeuw                  |           | Zandpad 29            | 52° 11' 9" NB, 5° 0' 30" OL   | 515205 | Meer afbeeldingen |
| Weerestein: Parkaanleg | Tuin, park en plantsoen   | 18e eeuw                  |           | Zandpad bij 29        | 52° 11' 9" NB, 5° 0' 30" OL   | 515206 | Upload foto |
| Weerestein: Brug met toegangshek | Tuin, park en plantsoen   | ca. 1900 (hek)            |           | Zandpad bij 29        | 52° 11' 9" NB, 5° 0' 29" OL   | 515207 | Weerestein: Brug met toegangshek |
| Weerestein: Houten brug over het grand canal | Tuin, park en plantsoen   | ca. 1900                  |           | Zandpad bij 29        | 52° 11' 9" NB, 5° 0' 38" OL   | 515208 | Weerestein: Houten brug over het grand canal |
| Weerestein: Houten brug met hamei | Tuin, park en plantsoen   | ca. 1900                  |           | Zandpad bij 29        | 52° 11' 9" NB, 5° 0' 47" OL   | 515209 | Upload foto |
| Weerestein: Koude bak | Tuin, park en plantsoen   | 19e eeuw                  |           | Zandpad bij 29        | 52° 11' 10" NB, 5° 0' 45" OL  | 515210 | Upload foto |
| Koning Willem III Kazerne: Kazerne (Gebouw A) | Onderwijs en wetenschap   | 1877-1878                 |           | Zandpad 5             | 52° 11' 44" NB, 5° 0' 35" OL  | 520366 | Koning Willem III Kazerne: Kazerne (Gebouw A) |
| Koning Willem III Kazerne: Pupillenschool (Gebouw C) | Militair verblijfsgebouw  | 1878-1880                 |           | Zandpad 5             | 52° 11' 44" NB, 5° 0' 35" OL  | 520367 | Koning Willem III Kazerne: Pupillenschool (Gebouw C) |
| Koning Willem III Kazerne: Exercitieloods / Logiesgebouw (Gebouw B)                                                                                     | Militair verblijfsgebouw  | 1877-1878                 |           | Zandpad bij 5         | 52° 11' 44" NB, 5° 0' 35" OL  | 520368 | Upload foto |
| Koning Willem III Kazerne: Exercitieloods (Gebouw D | Militair verblijfsgebouw  | 1880                      |           | Zandpad bij 5         | 52° 11' 44" NB, 5° 0' 35" OL  | 520369 | Upload foto |
| Koning Willem III Kazerne: Ziekenbarak (Gebouw I) | Gezondheidszorg           | 1880                      |           | Zandpad bij 5         | 52° 11' 44" NB, 5° 0' 35" OL  | 520370 | Upload foto |
| Koning Willem III Kazerne: Onderofficierswoningen (Gebouw H)                                                                                            | Woonhuis                  | 1881                      |           | Zandpad 6             | 52° 11' 44" NB, 5° 0' 35" OL  | 520371 | Koning Willem III Kazerne: Onderofficierswoningen (Gebouw H)                                                                                            |
| Koning Willem III Kazerne: Directeurswoning (Gebouw F)                                                                                                  | Woonhuis                  | 1878                      |           | Zandpad 1             | 52° 11' 46" NB, 5° 0' 33" OL  | 520372 | Meer afbeeldingen |
| Gemaal | Gemaal                    | 1926                      |           | Mijndensedijk 43a     | 52° 11' 46" NB, 5° 0' 54" OL  | 520400 | Meer afbeeldingen |
| Vijverhof | Kasteel, buitenplaats     | 1866                      |           | Rijksstraatweg 6a     | 52° 11' 13" NB, 5° 0' 24" OL  | 520405 | Meer afbeeldingen |
| Damsluis | Waterkering en -doorlaat  | 1871                      |           | Zandpad tegenover 1   | 52° 11' 47" NB, 5° 0' 32" OL  | 520407 | Damsluis |
| Woonhuis | Woonhuis                  | 1880                      |           | Stationsweg 1         | 52° 11' 48" NB, 5° 0' 30" OL  | 520408 | Woonhuis |
| Middenhoek: Tuinhuis | Tuin, park en plantsoen   | ca. 1908                  |           | Rijksstraatweg 74     | 52° 12' 7" NB, 5° 1' 11" OL   | 514167 | Upload foto |
| Landzicht | Boerderij                 | 1907                      |           | Mijndensedijk 57      | 52° 11' 39" NB, 5° 0' 45" OL  | 520401 | Upload foto |
| Sterreschans: Toegangshek naar boerderij in overpark | Tuin, park en plantsoen   | tweede helft 19e eeuw     |           | Rijksstraatweg bij 7  | 52° 11' 38" NB, 5° 0' 6" OL   | 530950 | Upload foto |
| Over-Holland: Landhuis | Kasteel, buitenplaats     |                           |           | Rijksstraatweg 14     | 52° 11' 25" NB, 5° 0' 18" OL  | 531226 | Meer afbeeldingen |
| Over Holland: Historische aanleg | Tuin, park en plantsoen   |                           |           | Rijksstraatweg 14     | 52° 11' 18" NB, 5° 0' 5" OL   | 531227 | Upload foto |
| Over Holland: Oranjerie | Bijgebouwen kastelen enz. |                           |           | Rijksstraatweg 14     | 52° 11' 26" NB, 5° 0' 14" OL  | 531228 | Meer afbeeldingen |
| Over Holland: Chinese koepel | Bijgebouwen kastelen enz. |                           |           | Rijksstraatweg 14     | 52° 11' 24" NB, 5° 0' 21" OL  | 531229 | Meer afbeeldingen |
| Over Holland: Twee inrijhekken | Bijgebouwen kastelen enz. |                           |           | Rijksstraatweg 14     | 52° 11' 26" NB, 5° 0' 11" OL  | 531230 | Meer afbeeldingen |
| Over Holland: Aanlegsteiger | Bijgebouwen kastelen enz. |                           |           | Rijksstraatweg 14     | 52° 11' 25" NB, 5° 0' 17" OL  | 531231 | Meer afbeeldingen |
| Over Holland: Terras en terrashek | Bijgebouwen kastelen enz. |                           |           | Rijksstraatweg 14     | 52° 11' 24" NB, 5° 0' 21" OL  | 531232 | Upload foto |
| Over Holland: Overpark met schuur en moestuinmuur | Bijgebouwen kastelen enz. |                           |           | Rijksstraatweg 5      | 52° 11' 19" NB, 5° 0' 15" OL  | 531233 | Upload foto |
| Nieuwe Hollandse Waterlinie Cluster 17. Fort Nieuwersluis: Fort met aanleg en aardwerken                                                                | Fort, vesting en -onderdl |                           |           | Rijksstraatweg 9      | 52° 11' 47" NB, 5° 0' 14" OL  | 531453 | Meer afbeeldingen |
| Fort Nieuwersluis: Toren, Gebouw A | Fort, vesting en -onderdl |                           |           | Rijksstraatweg 9      | 52° 11' 45" NB, 5° 0' 22" OL  | 531454 | Meer afbeeldingen |
| Fort Nieuwersluis: Bomvrije Kazerne, Gebouw B | Militair verblijfsgebouw  |                           |           | Rijksstraatweg 9      | 52° 11' 45" NB, 5° 0' 22" OL  | 531455 | Meer afbeeldingen |
| Fort Nieuwersluis: Bomvrije Remise C | Bomvrij militair object   |                           |           | Rijksstraatweg 9      | 52° 11' 45" NB, 5° 0' 22" OL  | 531456 | Meer afbeeldingen |
| Fort Nieuwersluis: Bomvrije Remise D | Bomvrij militair object   |                           |           | Rijksstraatweg 9      | 52° 11' 45" NB, 5° 0' 22" OL  | 531457 | Meer afbeeldingen |
| Fort Nieuwersluis: Bomvrije Remise E | Bomvrij militair object   |                           |           | Rijksstraatweg 9      | 52° 11' 45" NB, 5° 0' 22" OL  | 531458 | Meer afbeeldingen |
| Cluster 18. Omgeving Fort Nieuwersluis: Groepsschuilplaatsen Type P                                                                                     | Gebouw                    |                           |           | Rijksstraatweg bij 9  | 52° 10' 14" NB, 5° 0' 51" OL  | 531462 | Upload foto |
| Omgeving Fort Nieuwersluis: Weersluis | Gebouw                    |                           |           | Zandpad bij 2         | 52° 11' 7" NB, 5° 0' 30" OL   | 531463 | Omgeving Fort Nieuwersluis: Weersluis |